# Manuel Gutiérrez Estévez
Manuel Gutiérrez Estévez (Madrid, 1943) es un antropólogo español, especializado en indigenismo en América.

## Trayectoria profesional
Discípulo de  Claudio Esteva Fabregat y de Julio Caro Baroja, estudió ciencias políticas en la Universidad Complutense. Posteriormente, se vuelca a la antropología, especializándose en indigenismo americano. En un obituario que dedicó su maestro, Caro Baroja. en la Revista de Occidente, calificó a su maestro de "demasiado antiguo y demasiado moderno".
Entre los temas de estudio que ha perseguido se encuentran: los mitos y rituales amerindios en México, Guatemala, Ecuador y Perú; la literatura oral donde realiza estudios comparativos en España y América; el catolicismo popular y las identidades étnicas y nacionales.
Se desempeña como profesor de Antropología Americana en la Universidad Complutense de Madrid, especializándose en los grupos indígenas del sureste mexicano.

## Obra
- Investigación social para la acción (1972)
- Acción comarcal (1973)
- Sobre el sentido de cuatro romances de incesto (1978)
- Perspectivas de la antropología española (1978)
- El incesto en el romancero popular hispánico: un ensayo de análisis estrucutural (1981)
- Mito y ritual en América (compilador, 1988)
- De palabra y obra en el Nuevo Mundo (1992)
- “Esos cuerpos, esas almas” Libro: Retóricas del cuerpo amerindio (M. Gutiérrez & P. Pitarch, editores) Páginas: 9-56. Editorial: Iberoamericana Vervuert, Madrid. (2010)